# Сураев, Василий Куприянович
Васи́лий Куприя́нович Сура́ев  (26 сентября 1953 — 24 декабря 2017) — политик и предприниматель из Кировской области. Совладелец и генеральный директор Кировского молочного комбината, занимающего доминирующее положение в сфере переработки молока в Кировской области. Депутат Законодательного собрания Кировской области III, IV, V созыва, Кировской городской Думы V созыва.

## Биография[4]
Родился 26 сентября 1953 г. в поселке Ширингуши.
Окончил Торбеевский техникум мясной и молочной промышленности, Всероссийский заочный финансово-экономический институт, Московскую финансово-юридическую академию.
1976—1986 — инженер техотдела Кировского областного производственного объединения молочной промышленности.
1986—1989 — инженер, ведущий инженер отдела по заготовкам молока и производству молочных продуктов Агропромышленного комитета Кировской области.
1989—1991 — главный механик, начальник отдела главного механика ПМО «Кировмолагропром».
1991—1993 — председатель Кировского коллективного предприятия молочных продуктов.
1993—1995 —  исполнительный директор АО «Кировский молочный комбинат».
С 1995 г. — генеральный директор ЗАО «Кировский молочный комбинат».
Умер 24 декабря 2017 года. 

## Политическая деятельность

### Членство в партиях
В 90-е годы В. К. Сураев активно участвовал в деятельности Крестьянского союза.
В ноябре 2010 г. Василий Сураев возглавил Совет сторонников «Единой России», а 30 августа 2011 г. на расширенном заседании политсовета КРО «Единой России» ему был вручен партбилет.
2 февраля 2012 г. назначен исполняющим обязанности секретаря политсовета КРО ЕР. Утверждение в должности состоялось на отчетно-выборной конференции «Единой России» 24 ноября 2012 г..
В ноябре 2014 г. на основании личного заявления Сураев В. К. сложил полномочия Секретаря регионального отделения Партии и вышел из "Единой России".

### Депутатство
В 2001 г. и 2006 г. избирался депутатом Законодательного собрания Кировской области III и IV созыва по 22 избирательному округу (самовыдвижение).
На выборах в областное Заксобрание в марте 2011 г. (также шел по избирательному округу № 22 как самовыдвиженец) проиграл радикальному коммунисту Валерию Туруло (В. Туруло — 5120 голосов, 28,76 %, В. Сураев — 4827 голосов, 27,11 %). Безрезультатно пытался оспорить итоги выборов.
В марте 2012 года избран депутатом Кировской городской Думы пятого созыва по 3-му избирательному округу.
14 октября 2012 г. на дополнительных выборах в областное Законодательное Собрание по одномандатному избирательному округу № 23 «переиграл» первого секретаря горкома КПРФ Алексея Вотинцева с перевесом в 163 голоса (А. Вотинцев — 1278 голосов, 40,58 %, В. Сураев — 1441 голос, 45, 76 %).
18 сентября 2016 г. на выборах в областное Законодательное Собрание по одномандатному избирательному округу № 23 В.Сураев одержал победу, набрав 30,79% (4755 голосов). Следующий кандидат В. Мышкин набрал 23,88% (3687 голосов). 

### Скандал на выборах в Государственную Думу в 2011 г.
Участвовал в праймеризе, которые проводили в Кировской области «Единая Россия» и «Объединенный народный фронт» летом 2011 г., где занял третье место, получив 43,6 %. После этого его стали называть одним из самых вероятных претендентов на место в первой тройке кандидатов на выборах в Государственную думу от Кировского отделения «Единой России».
Депутат ОЗС Кировской области Дмитрий Русских:

«Тимченко единороссы поневоле должны любить, все же он — секретарь. Для партии это было бы неправильно, если бы они за него не голосовали. Что касается Сураева, то, на мой взгляд, тут такой большой процент от того, что он все-таки директор молочного комбината, предприятия, которое известно в области своей качественной продукцией. Это чистой воды психология: народ знает продукцию и голосует за человека. Валенчук и Розуван вроде бы и известны, но, судя по всему, уже не интересны».
Тем не менее, на съезде партии «Единая Россия», который состоялся 24 сентября 2011 г, вошел в федеральный список кандидатов в депутаты Государственной Думы только под 5 номером (не проходным).
Василий Сураев:

«На выборах в Государственную думу я был в списках и дальше что?! Фактически я выиграл праймериз. На тех людей, кто был в списках праймериз в первых рядах, на них работал административный ресурс. Но этот административный ресурс работал против меня. В итоге депутатами оказались Тимченко и Валенчук».

## Награды и достижения
Заслуженный работник пищевой индустрии РФ. Почетный работник агропромышленного комплекса России. Почетный гражданин г. Кирова.
Награждён нагрудным знаком МЧС России «За заслуги» (2003 г.); медалью ордена «За заслуги перед Отечеством» II-й степени (2005 г.); орденом Дружбы (2015 г.); почетными грамотами Правительства Кировской области, Законодательного Собрания области, Совета Федерации Федерального Собрания Российской Федерации; благодарственными письмами Правительства Кировской области; дипломами Торгово-промышленной палаты РФ, Российского союза промышленников и предпринимателей РФ, нагрудным знаком Федерации независимых профсоюзов России «За содружество» (2007 г.), почётными знаками «За заслуги перед областью», «За заслуги перед городом», премией «Вятский горожанин» (по итогам 2011 г.).
За 26 лет под руководством В.К. Сураева ЗАО "Кировский молочный комбинат" стало одним из лучших предприятий Кировской области, добросовестным производителем натуральной молочной продукции и крупным налогоплательщиком региона. За последние два десятилетия Кировский молочный комбинат достиг больших успехов и вошел в число лидеров молочной переработки Российской Федерации. Кировский молочный комбинат и его дочерние сельхозпредприятия входят в десятку крупнейших производителей сырого молока РФ. 
По итогам XIII ежегодного рейтинга ведущих менеджеров России составленного Ассоциацией менеджеров и ИД «Коммерсантъ» (2012 г.), Василий Сураев вошел в «Топ-1000 региональных руководителей предприятий» (188 позиция).

## Семья
Жена — Любовь Сураева, нынешний генеральный директор Кировского молочного комбината. Двое детей и три внучки.